# دادستانی عالی خلق
دادستانی عالی خلق جمهوری خلق چین (به چینی: 中华人民共和国最高人民检察院) که با عناوین دادستانی عالی خلق یا دادستانی عالی نیز شناخته می‌شود، عالی‌ترین نهاد ملی مسئول پیگرد قانونی و تحقیقات در جمهوری خلق چین است.
این اداره که ابتدا در سال ۱۹۴۹ به‌عنوان دفتر دادستان عالی خلق در نظر گرفته شد، در سال ۱۹۵۴ به دادستانی عالی خلق تغییر نام داد. دادستانی در طول انقلاب فرهنگی قبل از اینکه در سال ۱۹۷۸ دوباره به کار گرفته شود، منسوخ شد، بین دهه‌های ۱۹۹۰ تا ۲۰۱۰، دادستانی اصلاحات زیادی را در زمینه انتخاب پرسنل، سازمان‌های داخلی و نقش در مدیریت فساد تجربه کرد.
نقش اصلی دادستانی عالی خلق حصول اطمینان از پیروی قانون توسط سازمان‌های دولتی، افسران و شهروندان جمهوری خلق چین است. دادستانی به‌عنوان مدعی‌العموم برای پرونده‌های جنایی عمل می‌کند و هم تحقیقات مربوطه و هم تعقیب قضایی چنین پرونده‌هایی را انجام می‌دهد که نمونه‌ای از سیستم‌های تفتیش عقاید مورد استفاده در حوزه‌های قضایی قانون مدنی است. 
این سازمان احکام حقوقی دادسراهای محلی و ویژه و دیوان‌های خلق را بررسی می‌کند و تفاسیر قضایی صادر می‌کند. از مارس ۲۰۱۸، دادستانی عالی خلق دیگر رسیدگی اولیه پرونده‌های فساد توسط مقامات دولتی را انجام نمی‌دهد و این وظیفه توسط کمیسیون نظارت ملی انجام می‌شود. دادستان کل به‌طور سالانه به کنگره ملی خلق گزارش می‌دهد.
دادستانی عالی خلق در ده دادسرا تخصصی سازماندهی شده‌است که زیر نظر یک کمیته دادستانی فعالیت می‌کنند. دادستانی که توسط یک دادستان کل رهبری می‌شود، از چندین معاون دادستان کل و دادستان‌های دیگر نیز تشکیل شده‌است. دادستان کل توسط کنگره ملی خلق منصوب می‌شود و سایر اعضای دادستانی عالی خلق را نیز به توصیه دادستان کل انتخاب می‌کند.

## پیشینه
ابتدایی‌ترین نسخه دادستانی عالی خلق در سپتامبر ۱۹۴۹ با انتشار قانون ارگانی دولت مرکزی خلق تأسیس شد. دادستانی عالی خلق که در ابتدا با عنوان «دفتر دادستان کل خلق» خطاب می‌شد، اولین آژانس ملی بود که وظیفه نظارت بر قانون را در جمهوری خلق چین تازه تأسیس داشت. مسئولیت‌های دادستانی اولیه در اساسنامه ۱۹۵۱ رسمیت یافت.

## اختیارات و صلاحیت
دادستانی عالی خلق به‌عنوان عالی‌ترین قوه دادستانی در جمهوری خلق چین عمل می‌کند و بر دادستان‌های محلی و ویژه کشور نظارت می‌کند. همانطور که توسط قانون ارگانی تعیین شده‌است، وظیفه اصلی دادستانی سرکوب فعالیت‌های غیرقانونی است به‌ویژه آن‌هایی که منافع حزب حاکم، حزب کمونیست چین را تضعیف می‌کند.
صلاحیت دادستانی شامل کلیه پرونده‌های مربوط به حقوق کیفری، امنیت عمومی و دولتی، دیوان‌های خلق، زندان‌ها، مراکز بازداشت و مؤسسات کار در جمهوری خلق چین است. این آژانس بر تعقیب قضایی از مناطق اداری ویژه هنگ کنگ یا ماکائو نظارت نمی‌کند به جز مواردی که توسط دفتر حفاظت امنیت ملی دولت مرکزی خلق جمهوری خلق چین در منطقه اداری ویژه هنگ کنگ بررسی می‌شود.
همانطور که در قانون اساسی جمهوری خلق چین تصریح شده‌است، دادستانی عالی خلق اسماً اختیارات خود را به‌طور مستقل و بدون دخالت هیچ ارگان اداری، سازمان اجتماعی یا فردی اعمال می‌کند. با این حال، مانند دیوان عالی خلق، دادستانی عالی خلق باید به کنگره ملی خلق، بالاترین نهاد دولتی در چین گزارش دهد.

## سازمان
دادستانی عالی خلق توسط یک کمیته دادستانی رهبری می‌شود که بر عملکرد دادستانی زیر نظر دادستان کل نظارت می‌کند. این آژانس به ده دفتر دادسرا سازماندهی شده‌است که هر کدام بر نوع خاصی از جرم یا دعوی قضایی نظارت می‌کنند. بخش‌های مختلف دیگری مانند اداره کار سیاسی نیز در داخل دادستانی وجود دارد تا بر امور اضافی نظارت کنند. چندین مؤسسه زیرمجموعه نیز مستقیماً به دادستانی وابسته هستند.